# 谢珠林寺
谢珠林寺，藏语称“谢珠林”（Shadrubling），全名“甘丹谢珠林”，位于西藏自治区山南地区贡嘎县，是一座藏传佛教格鲁派寺院。

## 简介
谢珠林寺位于拉萨贡嘎机场旁边。背靠高山，面向雅鲁藏布江。该寺由五世达赖兴建，是五世达赖建的“十三林”之一。该寺全名“甘丹谢珠林”中的“甘丹”指该寺宗派为格鲁派，“谢珠林”则意为“讲修洲”。拉萨百姓一般将该寺称为“贡嘎谢珠林”。因为五世达赖扩建了布达拉宫，该寺也被誉为“小布达拉”。
五世达赖时期，该寺发展至最大规模，当时设有显宗院、密宗院，有僧人500多人，在此讲辩并修习佛法。该寺至今仍存有五世达赖的法座。文化大革命后，色拉寺的钦则活佛重修该寺，将原来供奉于山下的吉祥天母人间化身的肉身像迎至山顶的寺内，供信众瞻仰。于是，谢珠林寺与该肉身像一起重现。
该寺藏有两件镇寺之宝。一件是宗喀巴亲手书写的经文纸条装裱而成的唐卡，唐卡的主尊为宗喀巴，四周有长条形、黑底金字的经文，是宗喀巴亲手抄写。
另一件就是吉祥天母人间化身的千年肉身像。一般说这是吉祥天母的人间化身，也有少数说法称是度母、长寿天女的人间化身。传说，当年阿底峡从印度来到西藏传法，在赴拉萨途中，一个12岁的藏族女孩遥见阿底峡，便忽然生出敬心，将身上全部贵重饰物都供养给阿底峡。当时，阿底峡在西藏尚无名气，与这女孩也素不相识。女孩的父母得知此事后，痛打女孩，女孩随后投河自尽，却被神奇地托上岸。当地人见其投河不死，以为她是妖怪，将她烟熏而死。后来，阿底峡以神通显现出女孩的神识化为吉祥天母的景象，并且赞叹女孩用身命供养之大功德。这时人们才意识到女孩是吉祥天母为了护持西藏的佛教而作出的示现，乃将女孩的肉身建寺供养。后来，该肉身像自然收缩为一肘高，据说有求必应。
这尊肉身像在文化大革命中和其他的铜、铁佛像被混放在大昭寺的一间暗室中，直到中共十一届三中全会后恢复宗教信仰自由，该肉身像才重见天日，但由于颈部关节曾被毁，所以头部变得下垂且歪斜，而且原来白色的皮肤变成深褐色，睁着的双眼变成了微闭，幸而肉身像的其他地方未被破坏。肉身像的头发和指甲至今仍在生长。肉身像大小与五、六岁女孩类似，呈度母坐姿端坐在佛龛内。21世纪初，许多求生男、生女的当地信众来此祷告，据说十分灵验。